# Hogna subrufa
Hogna subrufa är en spindelart som först beskrevs av Karsch 1878.  Hogna subrufa ingår i släktet Hogna och familjen vargspindlar.
Artens utbredningsområde är Tasmanien. Inga underarter finns listade i Catalogue of Life.